# 2 Dywizja Litewsko-Białoruska
2 Dywizja Litewsko-Białoruska (2 DLB) – wielka jednostka piechoty Wojska Polskiego II RP.

## Historia dywizji
W październiku 1919 przeprowadzona została reorganizacja Dywizji Litewsko-Białoruskiej. W jej wyniku utworzono dwie dywizje piechoty, którym nadano numery 1 i 2. Każda z dywizji składała się z dwóch brygad i czterech pułków piechoty. W skład 2 Dywizji Litewsko-Białoruskiej włączone zostały pułki strzelców: białostocki, lidzki i kowieński z dotychczasowej Dywizji Litewsko-Białoruskiej. W okresie luty–kwiecień 1920 sformowany został Słucki pułk strzelców, który włączono w struktury dywizji.
2 DLB zajmowała pozycje na granicy polsko-litewskiej. W wyniku bolszewickiej ofensywy z lipca 1920 roku została częściowo rozproszona i wepchnięta w terytorium litewskie. Próbowała przejść na Suwalszczyznę, ale w większości została otoczona przez Litwinów i internowana. Odtworzona na tyłach frontu. 
Po buncie Żeligowskiego III Brygada weszła w skład Korpusu Wojsk Litwy Środkowej, jako jej 3 Dywizja. W tym samym czasie pułki IV Brygady pozostawały na obszarze kraju. 
12 października 1921 pułki strzelców przemianowane zostały na pułki piechoty. Słucki i Białostocki pułki strzelców, jako 78 i 79 pułki piechoty weszły w skład 20 Dywizji Piechoty z miejscem postoju dowództwa w garnizonie Baranowicze. Trzecim pułkiem 20 DP został 80 pułk piechoty, który jako Nowogródzki pułk strzelców wchodził w skład 1 DLB, a później 2 Dywizji Korpusu Wojsk Litwy Środkowej.
Lidzki i Kowieński pułki strzelców, jako 76 i 77 pułki piechoty, podporządkowane zostały odpowiednio dowódcom 29 i 19 Dywizji Piechoty.

## Ordre de Bataille
Dowództwo 2 Dywizji Litewsko-Białoruskiej
III Brygada Litewsko-Białoruska
- Lidzki pułk strzelców (76 pułk piechoty)
- Kowieński pułk strzelców (77 pułk piechoty)

IV Brygada Litewsko-Białoruska
- Słucki pułk strzelców (78 pułk piechoty)
- Białostocki pułk strzelców (79 pułk piechoty)

## Obsada personalna Dowództwa
Dowódcy dywizji:
- gen. ppor. Józef Lasocki (X – XI 1919)
- gen. ppor. Mikołaj Osikowski (IX 1920 – IX 1921 → dowódca 29 DP)
- ppłk Bolesław Waśkiewicz (1921)

Szefowie sztabu:
- ppłk SG Jan Kubin (do 18 I 1920)
- mjr SG Antoni Jakubski (26 VII – 12 VIII 1920 → szef sztabu 5 Armii)
- mjr SG Władysław Powierza (III – V 1921)

Oficerowie sztabu:
- dowódca żandarmerii – ppor. Czesław Józef Niekraszewicz